# Châteauneuf-Villevieille
Châteauneuf-Villevieille – miejscowość i gmina we Francji, w regionie Prowansja-Alpy-Lazurowe Wybrzeże, w departamencie Alpy Nadmorskie.
Według danych na rok 1990 gminę zamieszkiwało 571 osób, a gęstość zaludnienia wynosiła 68 osób/km² (wśród 963 gmin regionu Prowansja-Alpy-W. Lazurowe Châteauneuf-Villevieille plasuje się na 464. miejscu pod względem liczby ludności, natomiast pod względem powierzchni na miejscu 737.).